# Bahnhof Hannover-Leinhausen
Der Bahnhof Hannover-Leinhausen ([haˈnoːfɐ laɪ̯nhaʊ̯zən] ) ist ein Haltepunkt an der Bahnstrecke Hannover–Seelze. Er befindet sich an der Grenze zwischen den hannoverschen Stadtteilen Leinhausen und Herrenhausen. Es halten hier seit 2000 ausschließlich Züge der S-Bahn Hannover.

## Geschichte
Der erste Haltepunkt Leinhausen wurde 1887 eingerichtet. Es war ein einfaches Fachwerkgebäude an der damals noch ebenerdig verlaufenden Strecke. Er befindet sich in der Nähe des heute noch als Werkstatt für S-Bahnfahrzeuge existierenden ehemaligen Ausbesserungswerks Leinhausen und der dazugehörenden Wohnsiedlung (Colonie Leinhausen).
Das denkmalgeschützte Bahnhofsgebäude wurde 1911 vom Architekten Gustav Bär entworfen. Nach Fertigstellung der Leinebrücke und des Viadukts über die Schaumburgstraße 1914 wird der Bahnhof Ende 1914 oder 1915 zusammen mit dem ehemaligen Hainhölzer Bahnhof voll in Betrieb genommen worden sein.
Heute befindet sich im alten Bahnhof ein Musiktheater. Der für den regulären Bahnverkehr nicht mehr benötigte Hausbahnsteig kann noch von Sonderzügen genutzt werden.
Zum Jahr 2000 wurde anlässlich der Einführung der S-Bahn Hannover die Strecke zwischen Hannover und Seelze auf nördlicher Seite um zwei Gleise erweitert. Dabei wurde der alte Bahnhof Leinhausen aufgegeben und eine neue S-Bahn-Station mit einem Mittelbahnsteig und eigenem Zugang errichtet.

## S-Bahn-Station
Der Haltepunkt wird von den Linien S1 und S2 der S-Bahn Hannover bedient.
| Linie | Verlauf | Takt   |
| ----- | --- | ------ |
| S 1   | Minden (Westf) – Bückeburg – Kirchhorsten – Stadthagen – Lindhorst (Schaumb-Lippe) – Haste (Han) – Wunstorf – Dedensen-Gümmer – Seelze – Letter – Hannover-Leinhausen – Hannover-Nordstadt – Hannover Hbf – Hannover Bismarckstraße – Hannover-Linden/Fischerhof – Hannover-Bornum – Empelde – Ronnenberg – Weetzen – Lemmie – Wennigsen (Deister) – Egestorf (Deister) – Kirchdorf (Deister) – Barsinghausen – Winninghausen – Bantorf – Bad Nenndorf – Haste (Han) Stand: Fahrplanwechsel Juni 2022 | 60 min |
| S 2   | Nienburg (Weser) – Linsburg – Hagen (Han) – Eilvese – Neustadt am Rübenberge – Poggenhagen – Wunstorf – Dedensen-Gümmer – Seelze – Letter – Hannover-Leinhausen – Hannover-Nordstadt – Hannover Hbf – Hannover Bismarckstraße – Hannover-Linden/Fischerhof – Hannover-Bornum – Empelde – Ronnenberg – Weetzen – Lemmie – Wennigsen (Deister) – Egestorf (Deister) – Kirchdorf (Deister) – Barsinghausen – Winninghausen – Bantorf – Bad Nenndorf – Haste (Han) Stand: Fahrplanwechsel Juni 2022       | 60 min |

### Stadtbahn-Haltestelle
In der Nähe des Bahnhofs befindet sich die gleichnamige oberirdische Station der Stadtbahn Hannover, welche eine Umsteigemöglichkeit zu den Linien 4 und 5 bietet:
| Linie | Verlauf | Takt                                       |
| ----- | --- | ------------------------------------------ |
| 4     | Garbsen – Auf der Horst – Marienwerder/Wissenschaftspark − Freudenthalstraße – Bahnhof Leinhausen – Herrenhäuser Gärten – Leibniz-Universität – Königsworther Platz – Steintor – Kröpcke – Aegidientorplatz – Marienstraße – Braunschweiger Platz – Clausewitzstraße – Kantplatz – Nackenberg – Bahnhof Karl-Wiechert-Allee – Medizinische Hochschule – Roderbruch | 10 min (werktags) 15 min (sonn-/feiertags) |
| 5     | Stöcken – Freudenthalstraße – Bahnhof Leinhausen – Herrenhäuser Gärten – Leibniz-Universität – Königsworther Platz – Steintor – Kröpcke – Aegidientorplatz – Marienstraße – Braunschweiger Platz – Clausewitzstraße – Kantplatz – Nackenberg – Tiergarten – Anderten                                                                                               | 10 min (werktags) 15 min (sonn-/feiertags) |